# Calendario islamico

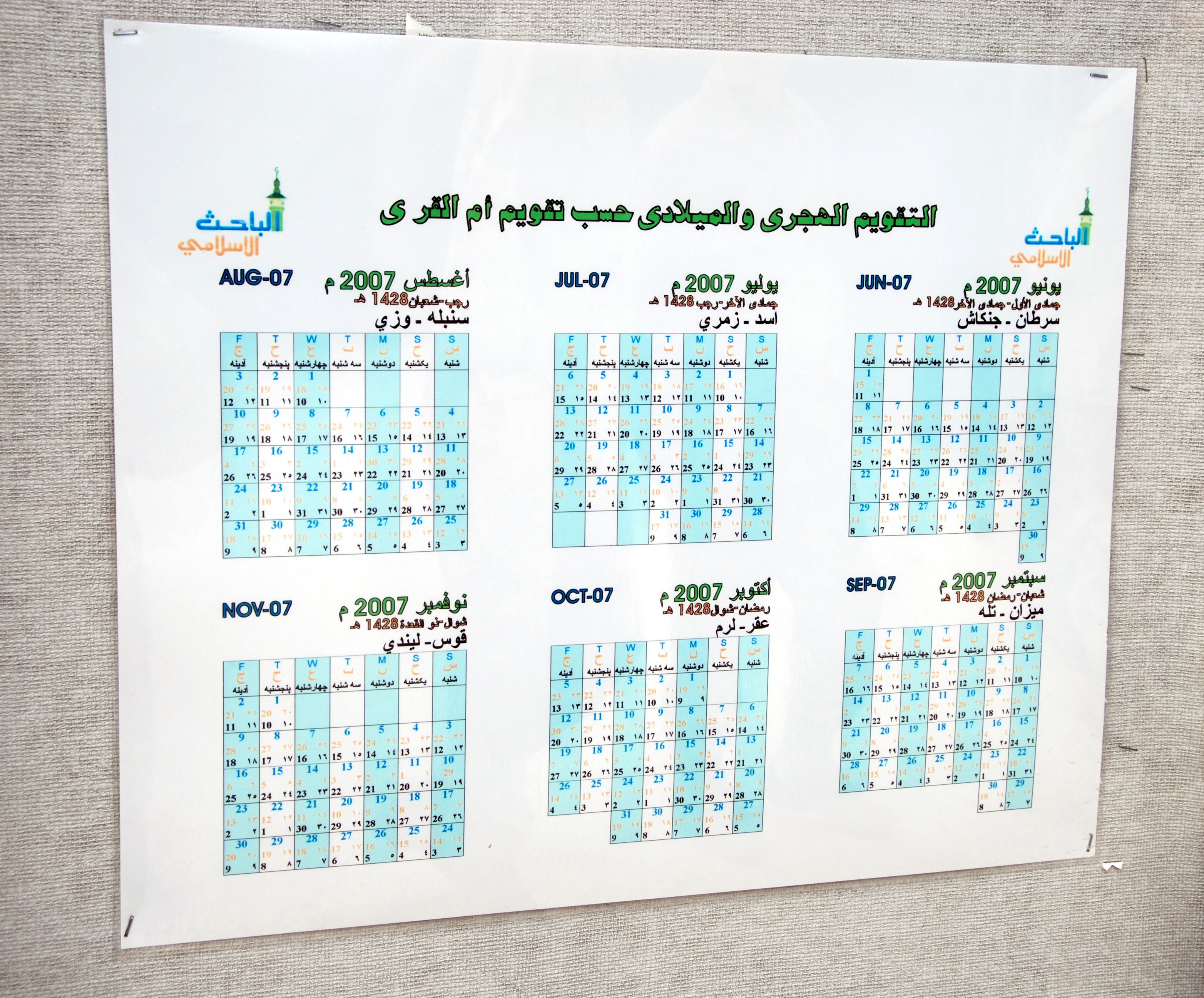
Calendario islamico del 2007

Il calendario islamico, basato sul moto della Luna, parte dal venerdì 16 luglio 622 d.C. del calendario giuliano, in cui fu compiuta l'Egira da Muhammad (il 1° Muharram dell'anno 1), e si articola in 12 mesi lunari di 29 o 30 giorni; sicché un anno dura 354 giorni e, circa ogni tre anni, un giorno in più. Il giorno comincia con il tramonto del sole.
Ogni mese inizia con l'osservazione della prima falce di luna nuova secondo regole che variano a seconda dei differenti contesti del mondo islamico. Per semplicità, comunque, sarà utile riferirsi al 'calendario islamico tabulare', in cui i mesi di 30 e di 29 giorni si alternano rigorosamente (salvo l'eventuale aggiunta di un giorno all'ultimo mese dell'anno).
Spesso la datazione secondo questo calendario viene indicata con la sigla h. (dall'arabo hiǧrī 'relativo all'Egira') oppure A.H. (dal latino Annus Hegirae).

## I mesi
I mesi (lunari) sono:
1. Muḥàrram - محرم‎ di 30 giorni.
2. Ṣàfar - صفر‎ di 29 giorni.
3. Rabīʿ al-àwwal - ربيع الأول‎ di 30 giorni.
4. Rabīʿ al-thānī - ربيع الثاني‎ di 29 giorni.
5. Jumādā al-ūlā - جمادى الأولى‎ di 30 giorni.
6. Jumādā al-thāniyya o Jumāda al-akhīra - جمادى الثانية‎ di 29 giorni.
7. Ràjab - رجب‎ di 30 giorni.
8. Shaʿbān - شعبان‎ di 29 giorni.
9. Ramaḍān - رمضان‎ di 30 giorni.
10. Shawwāl - شوال‎ di 29 giorni.
11. Dhū l-qaʿda - ذو القعدة‎ di 30 giorni.
12. Dhū l-ḥijja - ذو الحجة‎ di 29 giorni (30 negli anni "bisestili").

Le durate dei mesi lunari sono quelle previste dal calendario islamico tabulare. In pratica esse sono determinate dall'osservazione della prima falce di luna nuova, sulla scorta di quanto prescritto da Maometto per quanto riguardava la durata del mese di Ramadan. La durata astronomica di un mese lunare non è costante: è minima nei pressi del solstizio d'estate e massima in occasione di quello d'inverno. Perciò il mese di Ramadan può essere di 29 giorni e il mese che lo precede o quello che lo segue si allungheranno a 30.

## Anni "bisestili"
L'alternanza di mesi di 29 e 30 giorni comporta una durata media del mese di 29,5 giorni (29 giorni e 12 ore). Dal momento che la durata media del mese sinodico è di 29,530589120 giorni (circa 29 giorni, 12 ore, 44 minuti e 2,9 secondi), con questo sistema l'inizio dei mesi anticiperebbe di oltre 8 ore e 48 minuti ogni anno.
Perciò ogni circa tre anni l'ultimo mese viene fatto durare 30 giorni anziché i soliti 29. L'introduzione di questi anni "bisestili" di 355 giorni viene fatto sulla base di un ciclo di 30 anni, nel quale 11 sono bisestili: il 2º, 5º, 7º, 10º, 13º, 16º, 18º, 21º, 24º, 26º e 29º anno. Il ciclo di trent'anni risulta così di 180 × 30 + 180 × 29 + 11 = 10631 giorni, da cui deriva una durata media del mese di 10631 / 360 = 29,53055555..... giorni = 29 giorni 12 ore e 44 minuti esatti. La differenza rispetto al mese sinodico è di soli 2,9 secondi in difetto, con un errore risultante di un giorno, che sarebbe da aggiungere, ogni 2483 anni circa.
È importante notare che questa correzione non ha la funzione di mantenere l'anno islamico sincronizzato in qualche modo con le stagioni (cosa comunque impossibile per un calendario che si basa rigorosamente solo sulla Luna ignorando il Sole), ma solo di ottenere una migliore sincronizzazione dell'inizio di ogni mese lunare con le fasi della Luna.
In conseguenza di tale divergenza il ciclo dei dodici mesi lunari anticipa (è più breve), ogni anno, di circa dieci giorni rispetto al ciclo annuale solare delle stagioni (e dunque rispetto al Calendario gregoriano che ad esso è ottimamente sincronizzato); questo significa che i due cicli non hanno in pratica una relazione tra loro (da cui, per esempio, l'anticipo ogni anno di circa dieci giorni dell'inizio del mese Dhū l-ḥijja).

## Corrispondenza con la cronologia biblica di Eusebio
La data dell'Egira corrisponde esattamente al primo giorno del settimo millennio di anni del calendario islamico, calcolato a partire dalla data della creazione del mondo, così come stabilita da Eusebio di Cesarea sulla base della bibbia dei LXX (equinozio di primavera del 5199 a.C.). In 6000 anni, infatti, sono contenuti 200 cicli trentennali di 10631 giorni e 10631x200/365,25=5821,2183 anni giuliani. La parte frazionaria corrisponde ai giorni fra l'equinozio di primavera, in cui è stato creato il mondo e il 16 luglio, data dell'Egira, mentre la parte intera è uguale a 5199+622. Secondo una tradizione giudaica, recepita anche dai primi cristiani, il mondo sarebbe durato 7000 anni e l'ultimo millennio sarebbe stato caratterizzato dalla presenza in terra del messia.

## Corrispondenza con gli anni del calendario gregoriano
Non esiste un sistema semplice e sicuro, di uso generale, per calcolare l'anno dell'Egira rispetto a quello Solare (Gregoriano), e viceversa, in un determinato momento. Da cui la necessità di usare convertitori disponibili sul web.
Infatti, sia il rapporto approssimato, che quello a maggiore approssimazione, non sono utili, dato che l'anno secondo l'Egira può iniziare in qualunque punto di un singolo anno Gregoriano, e viceversa. Il Capodanno di un sistema è continuamente mobile rispetto all'altro (l'Egira anticipa in media 10,8757334 giorni all'anno, ogni anno solare), quindi può accadere che spostandosi di un giorno in un sistema, è possibile passare nell'anno precedente o successivo, nell'altro.
Il semplice fatto che l'anno medio secondo l'Egira sia di 354,3666... giorni (approssimazione di: mese sinodico medio × 12) e secondo quello Gregoriano (approssimazione dell'anno tropico) sia di 365,2424 (e costantemente in scorrimento uno rispetto all'altro) sta a significare che, sullo stesso anno Gregoriano, possono incidere due capodanni dall'Egira e quindi – per conseguenza – tre anni dall'Egira diversi.
L'anno segnato dai due calendari sarà periodicamente lo stesso per gli anni dal 20850 al 20906, prima il calendario islamico sarà sempre indietro, successivamente sarà sempre avanti rispetto al calendario gregoriano.

## Festività
Le principali festività dell'anno islamico sono:
- ʿĀshūrāʾ, il 10 di muḥàrram
- ʿĪd al-aḍḥā (la festa del sacrificio), il 10 di dhū l-ḥìjja
- ʿĪd al-fitr, (la festa della rottura del digiuno di ramaḍān), il 1° di shawwāl

## Date importanti del calendario islamico
Date importanti del calendario islamico, aggiornate al 2025:
| Giorno              | Significato                                                             | Data (Calendario Gregoriano) | Data (Calendario Hijri) |
| ------------------- | ----------------------------------------------------------------------- | ---------------------------- | ----------------------- |
| Laylat al-Miraj     | Notte del viaggio notturno e dell’ascesa al cielo del Profeta Muhammad  | 27 gennaio 2025              | 27 Rajab 1446           |
| Laylat al-Barat     | Notte del perdono e della purificazione dei cuori                       | 14 febbraio 2025             | 15 Sha'ban 1446         |
| Ramadan             | Inizio del mese sacro del digiuno                                       | 1 marzo 2025                 | 1 Ramadan 1446          |
| Laylat al-Qadr      | Notte del Destino, commemorazione della rivelazione del Corano          | 27 marzo 2025                | 27 Ramadan 1446         |
| ʿĪd al-Fitr         | Festa della rottura del digiuno, fine del Ramadan                       | 31 marzo 2025                | 1 Shawwal 1446          |
| 1° Dhū al-Ḥijjah    | Inizio del mese del pellegrinaggio                                      | 28 maggio 2025               | 1 Dhū al-Ḥijjah 1446    |
| Hajj                | Inizio del periodo del pellegrinaggio maggiore alla Mecca               | 4 giugno 2025                | 8 Dhū al-Ḥijjah 1446    |
| Il giorno di Arafat | Giorno di preghiera sul monte Arafat, clou del pellegrinaggio           | 5 giugno 2025                | 9 Dhū al-Ḥijjah 1446    |
| ʿĪd al-Adhā         | Festa del Sacrificio, ricordo della prova di Abramo                     | 6 giugno 2025                | 10 Dhū al-Ḥijjah 1446   |
| 1° Muharram         | Capodanno islamico – inizio del nuovo anno Hijri                        | 26 giugno 2025               | 1 Muharram 1447         |
| ʿĀshūrāʾ            | Giorno di digiuno e lutto per il martirio di Ḥusayn ibn ʿAlī a Karbalāʾ | 5 luglio 2025                | 10 Muharram 1447        |
| Mawlid              | Nascita del Profeta Muhammad                                            | 4 settembre 2025             | 12 Rabi' al-Awwal 1447  |